# Norbert Dietrich
Norbert Dietrich (* 24. Januar 1931 in Friedrichsthal; † 5. Juli 2003 in Sulzbach/Saar) war ein deutscher Kunstturner, der für das Saarland antrat.

## Biografie
Norbert Dietrich gehörte als einer von sechs Turnern der Delegation des Saarlandes bei den Olympischen Sommerspielen 1952 in Helsinki an. Dietrich startete für den TV Bildstock.